# Чёрный бал

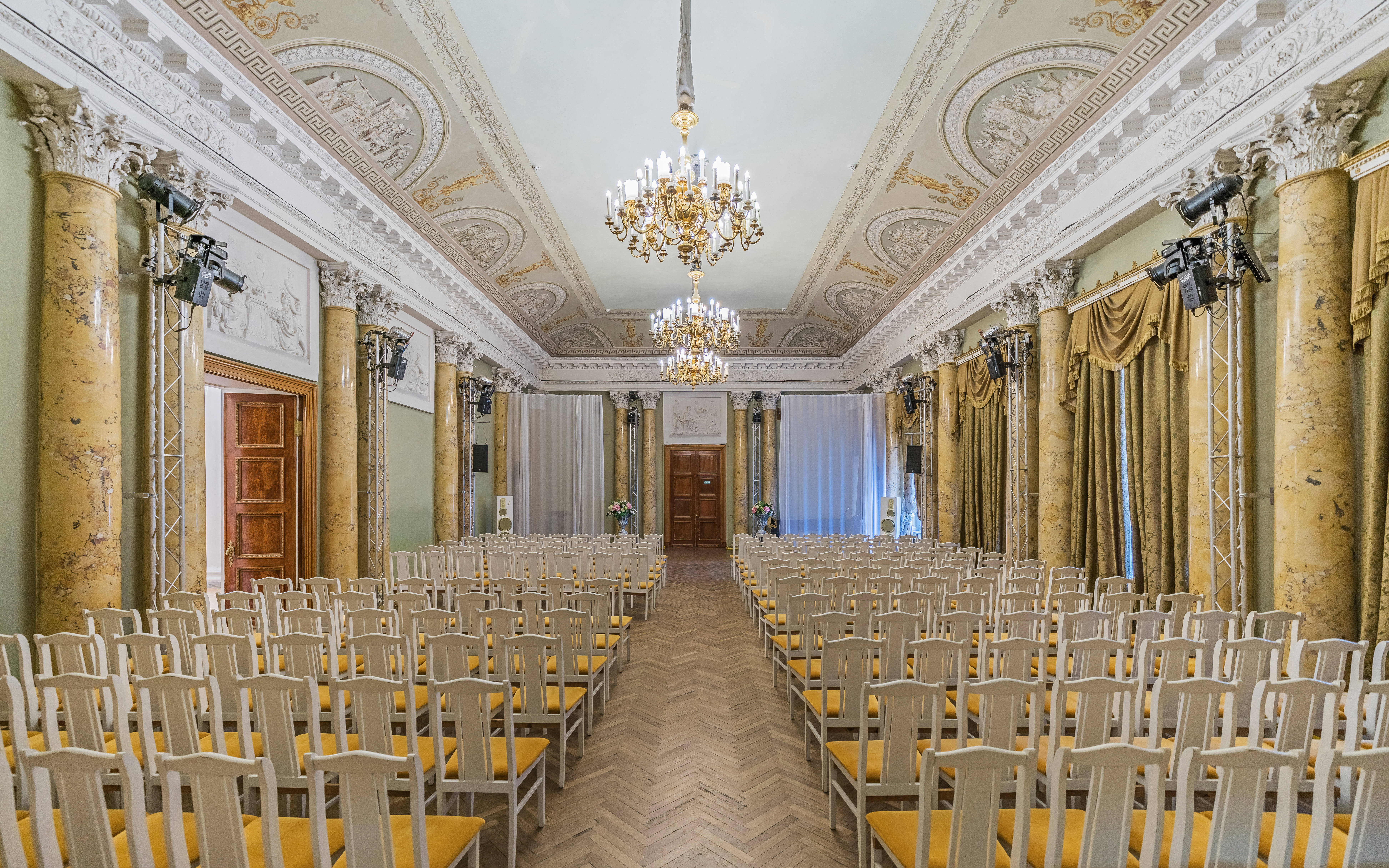
Концертный зал Аничкова дворца (современный вид)

«Чёрный бал» — историческое событие, состоявшееся 26 января (7 февраля) 1889 года в Аничковом дворце Санкт-Петербурга по инициативе императрицы Марии Фёдоровны. Бал получил название из-за требования ко всем гостям явиться в траурных чёрных нарядах, дополненных бриллиантовыми украшениями, что создало уникальный визуальный контраст. Бал также получил известность в качестве политического жеста в ответ на действия австрийского двора за 24 года до этого события.

## Предыстория
Поводом для особых требований к гостям бала послужили события января 1889 года, когда в Европе был объявлен траур по австрийскому кронпринцу Рудольфу, погибшему при невыясненных обстоятельствах в Майерлинге. Несмотря на ожидания отмены светских мероприятий, Мария Фёдоровна отказалась переносить заранее запланированный бал. Этот шаг рассматривался современниками как демонстративная месть за аналогичный поступок Австрии в 1865 году, когда после смерти российского цесаревича Николая Александровича (первого жениха императрицы) венский двор проигнорировал международный этикет, не объявив траур и продолжив празднества в честь реконструкции Вены. Отношения между державами оставались напряжёнными со времён Крымской войны (1853–1856), где Австрия заняла враждебную России позицию.

## Организация и проведение
За три дня до бала гофмаршал В. С. Оболенский лично объехал приглашённых, объявив о строгих требованиях к нарядам: чёрные бальные платья для дам, дополненные бриллиантами, и чёрные фраки для мужчин. Это вызвало спешку и дополнительные расходы: портные перешивали траурные наряды в бальные туалеты, а аристократки тратили значительные суммы на аксессуары (чёрные перчатки, туфли, веера).
Бал открылся в Концертном зале дворца, где гости танцевали вальсы и мазурки при свете люстр. Современники отмечали эстетический эффект: траурные одежды оттеняли бледность кожи дам, а бриллианты сверкали «потоком света и огня». Музыкальная программа состояла исключительно из венских композиций Иоганна Штрауса, включая гавот «Стефания», посвящённый супруге Рудольфа, что усиливало провокационность события. Императрица участвовала в танцах в чёрном тюлевом платье, усыпанном бриллиантами, и получила от дипломата Владимира Ламсдорфа прозвище «Царица ночи».

## Политический и культурный резонанс
Бал расценивался современниками как утончённое унижение Австрии. Европейские СМИ обсуждали его как демонстрацию российского пренебрежения к Габсбургам. Обер-прокурор К. П. Победоносцев назвал мероприятие «кощунством». Великая княгиня Елизавета Фёдоровна и принцесса Аликс Гессенская отказались от участия. Контраст чёрных тканей и бриллиантов сделал тёмные цвета приемлемыми для вечерних туалетов, породив новую тенденцию.

## Память
Событие закрепилось в историографии как «Чёрный бал» или «Бал с бриллиантами». Его детали реконструировались на выставках (например, «При Дворе российских императоров» в Эрмитаже в 2014 году). Аничков дворец, где произошло событие, с 1937 года является Дворцом творчества юных, но сохранил интерьеры XIX века, включая Концертный зал.